# Pabilgaltuk
Pabilgaltuk was rond 2520 v.Chr. vorst van Umma, één der stadstaten van Sumerië.
Pabilgaltuk werd verslagen door Ur-Nanshe vorst van Lagash. Op een stenen plaat gevonden in Lagash staat: 'Ur-Nanshe van Lagash trok ten oorlog tegen de leider van Ur en de leider van Umma'. 
Na het relaas van de vernietiging van het leger/vloot van Ur volgt: 'Hij versloeg de leider van Umma. Hij nam gevangen Lupad en Bilala de officieren, hij nam gevangen Pabilgaltuk heerser van Umma...'.
Ur-Nanshe van Lagash zegevierde op Pabilgaltuk. Maar het was Pabilgaltuks opvolger Ush (of Gish) die afrekende met Ur-Nanshe's opvolger Akurgal en de oorlog om het vruchtbare gebied Gu'edena hervatte.